# Maleník (pohoří)
Maleník je pohoří, hrásť a geomorfologický podcelek Podbeskydské pahorkatiny, která je geomorfologickou oblasti Západobeskydského podhůří Vnějších Západních Karpat. Je na levém břehu řeky Bečva jižně nad nížinou Bečevská brána v okrese Přerov v Olomouckém kraji a na Moravě.

## Sídla
Nachází se na území měst: Hranice, Lipník nad Bečvou a Teplice nad Bečvou.
Nachází se na území vesnic: Sušice, Pavlovice u Přerova, Hlinsko, Lhota, Šišma, Bezuchov, Kladníky, Týn nad Bečvou, Oprostovice, Dolní Nětčice, Rakov, Rybáře, Paršovice, Valšovice, Opatovice, Ústí, Černotín a Kunčice.

## Geologie a geomorfologie
Maleník je také členitá vrchovina o rozloze 60 km², střední nadmořské výšce 336 m a středním sklonu 5°12´, která je severovýchodo-východně orientovaná. Má délku cca 20 km a na šířku maximálně do 6 km. Na severu hraničí s Bečevskou bránou (do které příkře spadá) a na jihu s Kelčskou pahorkatinou. Na východě hraničí s Příborskou pahorkatinou a na západě opět s Kelčskou pahorkatinou. Pohoří má proměnlivé podloží, které jasně reflektuje přechod mezi Karpatami a Českým masívem. Střední část Maleníku tvoří kulmské droby, pískovce a břidlice hradecko-kyjovického souvrství a omezeně také moravického souvrství spodního karbonu. Nižší polohy jsou zase tvořeny proměnlivými eluvii kamenito písčito–hlinitými až v menší míře i písčito–jílovitými, které se proměnlivě střídají s vrstevnatými vápnitými jíly, písky a místy i štěrky (šlíry). Jihovýchodní část ve směru od Teplic nad Bečvou se v podloží uplatňují také vápence. Celé pohoří je, mimo hlavního hřbetu, překryto sprašemi. Maleník má tedy zvláštní postavení, protože z pohledu geologie se jedná o blok Českého masivu, resp. blízkého geomorfologického celku Nízký Jeseník, který byl oddělen širokým prolomem Moravské brány, resp. jejím geomorfologickým podcelkem Bečevská brána. Prolom Moravské brány způsobil značný sklon svahů Maleníku k severozápadu, zatímco k jihovýchodu je sklon svahů malý. Občasná krátká údolí Maleníku jsou tvořena v tektonických zlomech. Ve vápencové části jsou přítomny krasy Hranického krasu.

### Nejvyšší bod
Nejvyšším bodem Maleníku je vrchol kopce Maleník s nadmořskou výškou 479 m, prominencí 160 m a izolací 7,3 km.

### Vodstvo
Největším vodním tokem je řeka Bečva, která průlomem protíná pohoří u Teplic nad Bečvou a druhým největším tokem je Moštěnka. Vodstvo patří do povodí Moravy a úmoří Černého moře.

## Školní polesí střední lesnické školy v Hranicích
Na Maleníku je také školní polesí střední lesnické školy v Hranicích, které bylo založeno v roce 1921.

## Turistika a příroda
- Hranická propast - nejhlubší zatopená sladkovodní propast na světě
- Lázně Teplice nad Bečvou
- Národní přírodní památka Zbrašovské aragonitové jeskyně
- Národní přírodní rezervace Hůrka u Hranic
- Přírodní památka Lesy u Bezuchova
- Přírodní památka Nad kostelíčkem
- Přírodní památka V oboře
- Přírodní rezervace Dvorčák
- Přírodní rezervace Bukoveček
- Přírodní rezervace Malá Kobylanka
- Přírodní rezervace Velká Kobylanka
- Vodopád U Rybářů
- Vyhlídka U svatého Jana Nepomuckého
- Zřícenina hradu Helfštýn
- Zřícenina hradu Svrčov
- aj.

### Turistické a cyklistické trasy
- Cyklostezka Bečva
- Lesní naučná stezka Valšovice
- Naučná stezka a kondiční okruhy v Černotíně a Hluzově
- Naučná stezka Kolem Hranické propasti
- Naučná stezka Ústí
- Turistická značená trasa 0611
- Turistická značená trasa 7831
- Turistická značená trasa 7879
- Turistická značená trasa 9607
- aj.

## Galerie

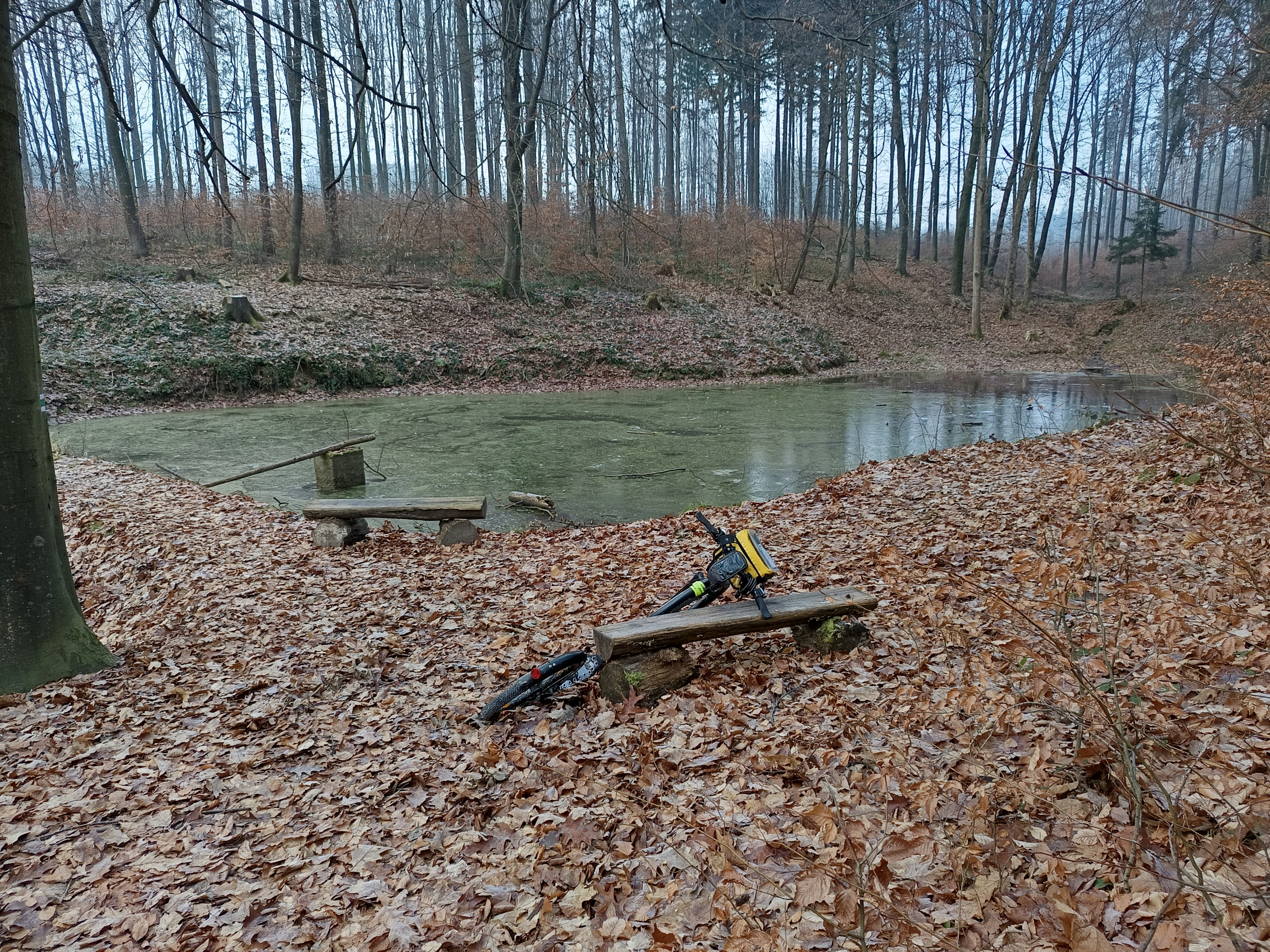
Valšovská jezírka
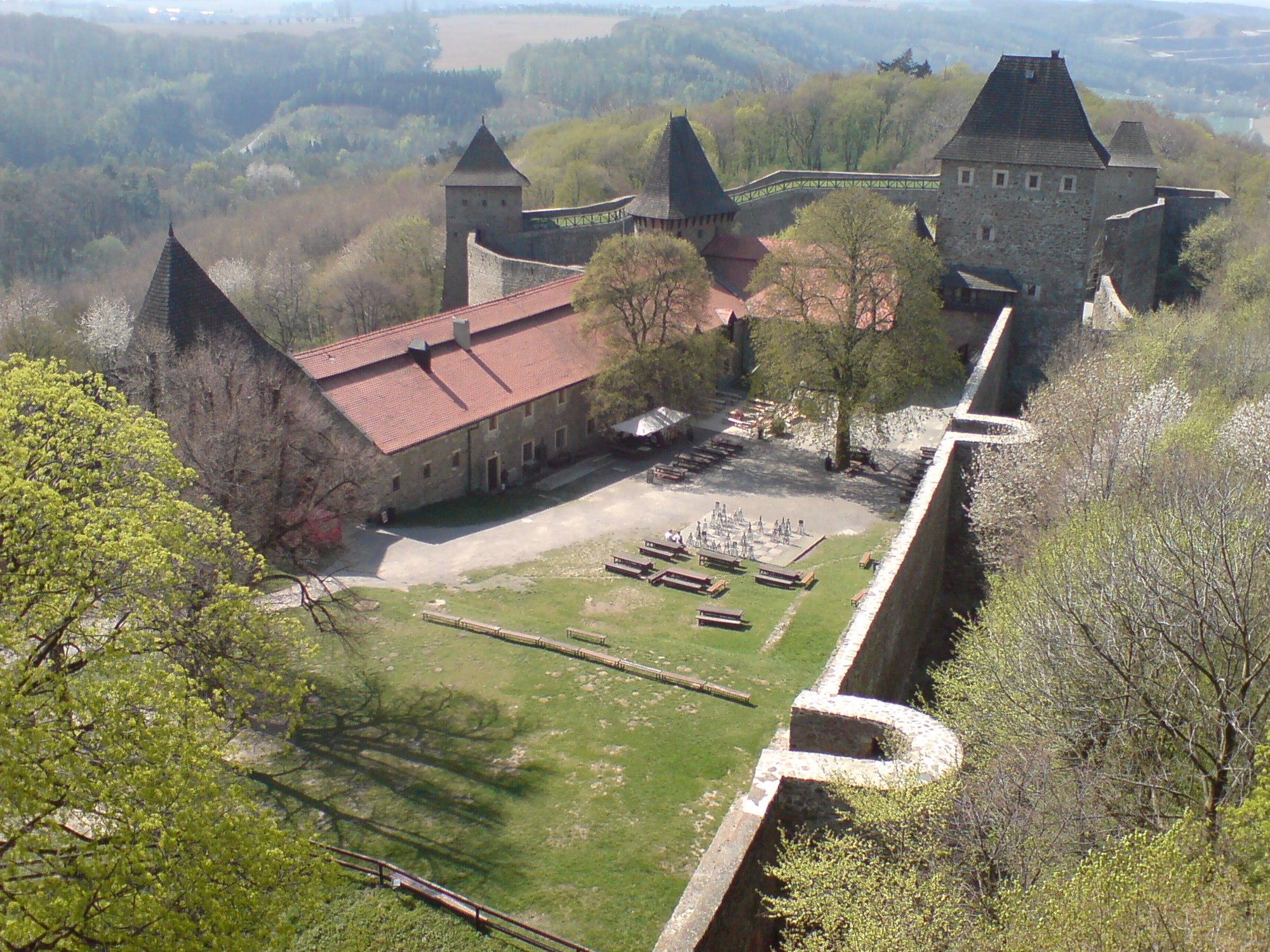
Hrad Helfštýn
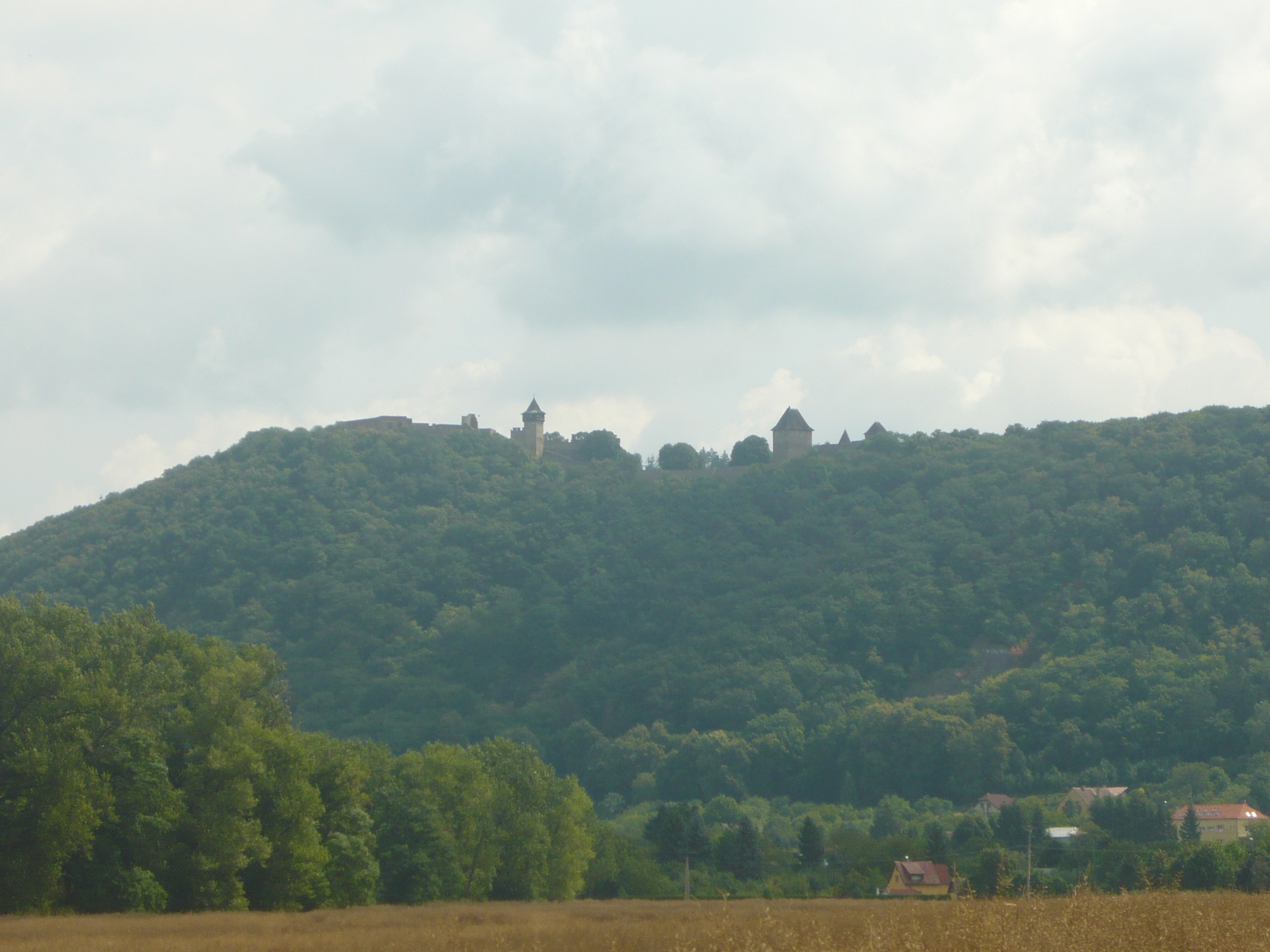
Pohled na pohoří Maleník z Bečevské brány
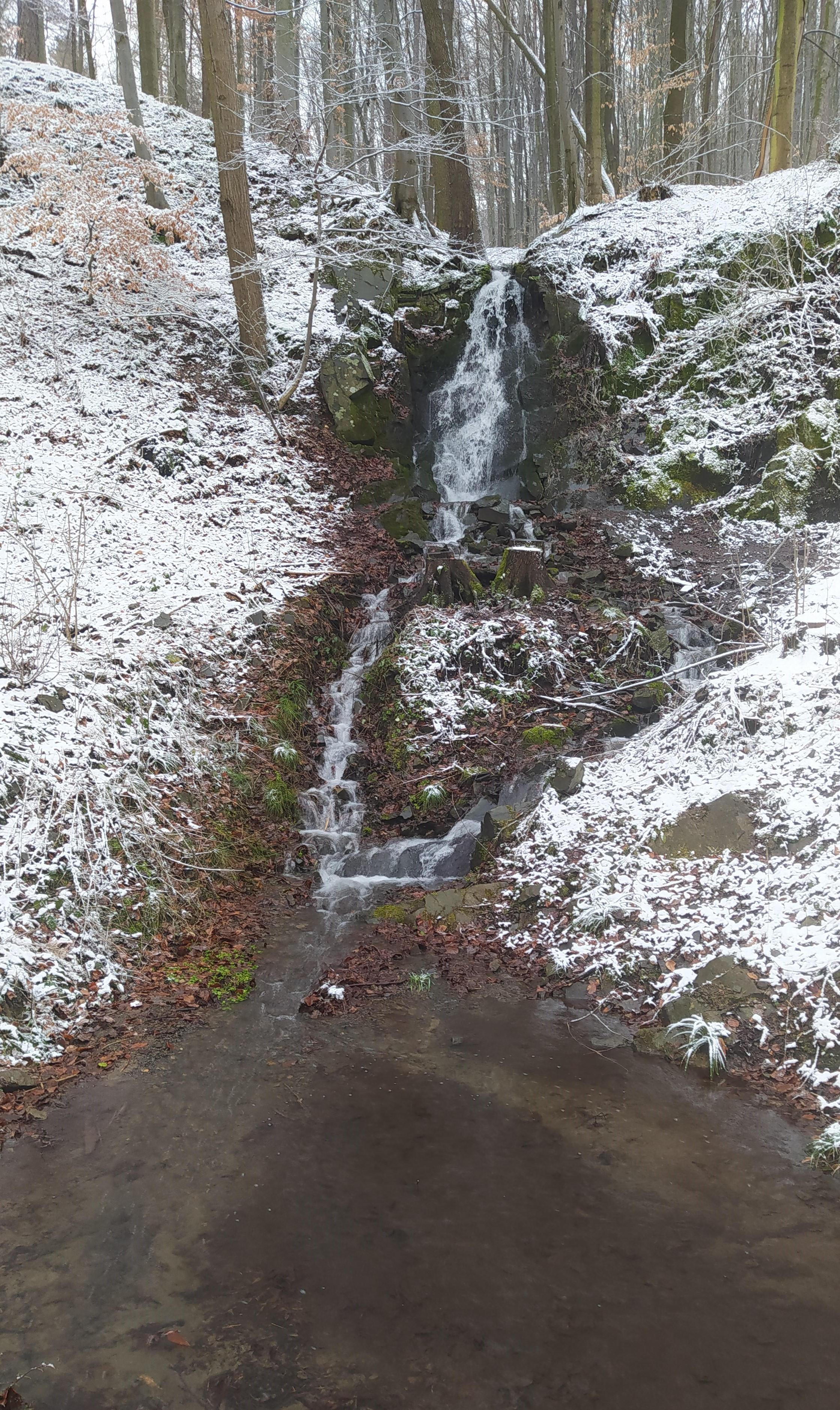
Vodopád U Rybářů